# Imminence
Imminence („unmittelbar bevorstehend“, „im Begriff zu geschehen“) ist eine schwedische Metalcore-Gruppe aus Malmö und Trelleborg, die 2009 gegründet wurde. Ihre Musik bezeichneten sie selbst als Post-Metalcore.

## Geschichte
2009 gründete Harald Barret die Band und nach kurzer Zeit stieß Sänger Eddie Berg hinzu. Den Namen Imminence erhielt die Band im Jahre 2010. Bis 2012 stießen zunächst Alex Arnoldsson und Peter Hanström hinzu. Erst seit 2015 ist Max Holmberg offizielles Mitglied der Band. Bereits vor Veröffentlichung der ersten EP entfernten sich Imminence von ihrem anfänglichen Klang, der im Melodic Death Metal verwurzelt war. Es wurden musikalische Einflüsse verschiedener Metal-Genres einbezogen, um einen aufgeschlosseneren Sound zu erzielen. Der Klang von Imminence änderte sich im Laufe der Zeit stetig. Imminence veröffentlichten im Jahr 2012 ihre erste EP Born of Sirius.
2013 unterschrieben Imminence einen Vertrag bei We Are Triumphant Records, wo sie ihre zweite EP Return for Helios mit der Single Wine & Water sowie 2014 ihr erstes Album I veröffentlichten. Die Veröffentlichung wurde von einer Reihe Musikvideos begleitet, welche wie alle bisherigen Imminence-Videos von Sänger Eddie Berg gedreht wurden. Die meisten Videos wurden, zum Teil mit großem viralen Erfolg, auf Hardcore World Wide veröffentlicht. 2015 veröffentlichten Imminence mit A Mark on My Soul und Wine & Water zwei Akustik-Versionen von den auf I enthaltenen Liedern Last Leg und Wine & Water. Bei der Bekanntgabe des neuen Labels Arising Empire wurden Imminence zusammen mit Novelists, GWLT und Amor als erste Neuverpflichtungen genannt. Im Dezember erschien mit der Single The Sickness Imminence' erste Veröffentlichung auf Arising Empire.
2017 wurde das nächste Album This is Goodbye veröffentlicht, das 14 Lieder beinhaltet. Damit erreichten Imminence auch in Deutschland einen gewissen Erfolg und waren mit der deutschen Metalcore-Band Annisokay auf der Devil May Care-Tour als Gastband unterwegs. Im Dezember des Jahres 2018 tourte die Band zusammen mit Our Mirage und Breathe Atlantis durch Europa.
Mitte 2019 erschien das dritte Studioalbum Turn the Light On mit insgesamt 13 Titeln, wovon Saturated Soul, Infectious und Paralyzed vorab als Singles veröffentlicht wurden. Mit dem Album waren sie unter anderem im Frühjahr 2020 in Deutschland auf Tour. Im Januar 2020 veröffentlichten sie mit Turn The Light On: Acoustic Reimagination eine Sammlung akustisch umgeschriebener Lieder des dritten Albums. Die EP besteht aus vier verschiedenen Liedern des Albums, einer Neufassung von Linkin Parks Crawling sowie drei überarbeiteten Bonustracks, von denen zwei zuvor noch nicht auf physischem Format veröffentlicht wurden.
Am 26. November 2021 veröffentlichte die Band ihr viertes Studioalbum Heaven in Hiding, welches aus 13 Liedern besteht. Davon wurden Temptation, Heaven in Hiding, Ghost, Chasing Shadows und Alleviate als Single veröffentlicht. Ab Januar 2022 tourt die Band mit dem neuen Album durch Europa.

## Diskografie
Alben

| Jahr | Titel Musiklabel                 | Höchstplatzierung, Gesamtwochen, AuszeichnungChartsChartplatzierungen (Jahr, Titel, Musiklabel, Platzierungen, Wochen, Auszeichnungen, Anmerkungen) | Anmerkungen                             |
| Jahr | Titel Musiklabel                 | DE | Anmerkungen                             |
| ---- | -------------------------------- | --- | --------------------------------------- |
| 2014 | I We Are Triumphant Records      | — | Erstveröffentlichung: 9. September 2014 |
| 2017 | This Is Goodbye Arising Empire   | — | Erstveröffentlichung: 31. März 2017     |
| 2019 | Turn the Light On Arising Empire | DE91 (1 Wo.)DE | Erstveröffentlichung: 26. April 2019    |
| 2021 | Heaven in Hiding Arising Empire  | DE78 (1 Wo.)DE | Erstveröffentlichung: 26. November 2021 |
| 2024 | The Black Arising Empire         | DE61 (1 Wo.)DE | Erstveröffentlichung: 12. April 2024    |

EPs
- 2010: Ascendance (Record Union)[13]
- 2012: Born of Sirius
- 2013: Return to Helios (We Are Triumphant Records)
- 2015: Mark on My Soul
- 2020: Turn the Light On: Acoustic Reimagination

Singles
- 2013: Wine & Water (We Are Triumphant Records)[14][15]
- 2015: Mark on My Soul
- 2015: The Sickness (Arising Empire)
- 2016: Can We Give It All
- 2018: Paralyzed
- 2019: Infectious
- 2019: Erase
- 2021: Temptation
- 2021: Heaven in Hiding
- 2021: Ghost
- 2021: Chasing Shadows
- 2021: Alleviate
- 2023: Jaded
- 2023: Come Hell or High Water
- 2023: Desolation